# 曹云祥

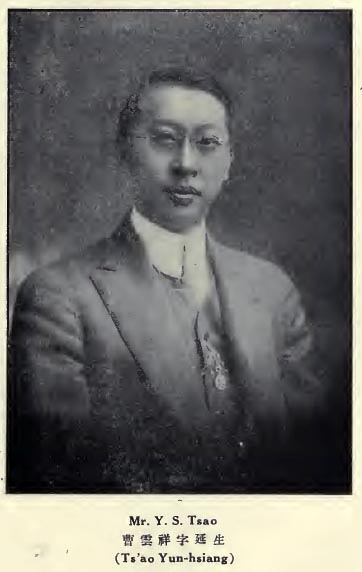

曹云祥（1881年4月1日—1937年2月8日），字延生，又字庆五，籍貫浙江嘉兴，中国教育家、管理学家，首任清華大學校長。

## 生平
1881年4月1日，曹雲祥出生於江苏苏州，父亲是苏州东吴大学的创办人之一、监理会中国传道人曹子实。1900年，從上海圣约翰大学畢業後留校助教三年，與顏惠慶同學。1904年，轉任常州武陽中學校長，翌年任寧波益智中學教務長，兼任上海南方報編輯。
1907年春，考中兩江總督端方所設留美公費，1911年，從耶鲁大学畢業，與顧維鈞同學。其後進入哈佛大學商學院，於1914年獲得商業管理碩士，轉赴倫敦大學經濟學院研究。在倫敦期間，擔任驻英使馆秘書，還參與當地中國社群活動。1919年，回國後先組織留學生聯合會總書記，組織國內的留學生社群。1921年，任駐哥本哈根公使館秘書，兼外交部顧問，華盛頓會議時，任中國代表團副秘書長。
1922年4月，任北京政府外交部參事，兼代清华学校校长，主持了清华学校改制为清华大学的工作，将其改组成大学部、留美预备部、研究院三部分，分設17个系，並改組董事會，審定教育方針和長期預算。延攬南開大學的張彭春做教務長，又在吴宓的协助下，邀请了王国维、梁启超、陈寅恪、赵元任等来校任教。
1927年年底，曹云祥卸任清华校长，南下任上海英美煙公司顧問和中國紅十字總會總幹事。1930年起中国工商管理协会会长，大力宣传科学管理，被誉为“中国的泰罗”。
1930年代中期，曹云祥皈依大同教，1937年病逝于上海。

## 延伸阅读
[在维基数据编辑]
 《游美同學錄·曹雲祥》，出自《游美同學錄》